# مارينو بيريز
مارينو بيريز هو موسيقي دومينيكاني، ولد في 26 ديسمبر 1946 في هاتو مايور في جمهورية الدومينيكان، وتوفي في 26 يوليو 1991.

## روابط خارجية
- مارينو بيريز على موقع IMDb (الإنجليزية)